# Adolphe Thiers
Louis Adolphe Thiers (Marsella, 15 de abril de 1797 - Saint-Germain-en-Laye, 3 de septiembre de 1877) fue un historiador y político francés. Fue repetidas veces primer ministro bajo el reinado de Luis-Felipe de Francia. Después de la caída del Segundo Imperio, fue nombrado presidente provisional de la Tercera República Francesa, ordenando la supresión de la Comuna de París en 1871. Desde 1871 hasta 1873 gobernó bajo el título de presidente provisional. Después de perder una moción de confianza en la Asamblea Nacional, presentó su dimisión, oferta que fue aceptada (confiaba en que la dimisión no fuera aceptada) y le obligaron a dejar su cargo. Fue sustituido como Presidente Provisional por Patrice MacMahon, duque de Magenta, quien se convirtió en Presidente de la Tercera República, título que Thiers había codiciado, en 1875 cuando una serie de Leyes Orgánicas crearon oficialmente la Tercera República Francesa.

## Biografía
Thiers nació en Marsella (Francia). Más tarde describiría su familia un poco grandilocuentemente como "comerciantes de telas arruinados por la Revolución" pero parece que, al nacer, su padre era cerrajero. Recibió una buena educación, primero en el Liceo de Marsella, y luego en la Facultad de Derecho en Aix-en-Provence, donde comenzó su larga amistad con el futuro historiador François Mignet.
A pesar de estudiar leyes, le tenía poco aprecio a esta disciplina; en cambio disfrutaba con la literatura, obteniendo un premio académico en Aix por un discurso sobre el marqués de Vauvenargues. En el otoño de 1821, Thiers se marchó a París, donde se convirtió en redactor del diario Constitutionnel. En los años posteriores a su llegada a París, recogió y publicó un volumen con sus artículos, el primero sobre la cámara parlamentaria de 1822, y el segundo sobre un viaje a los Pirineos. No tuvo grandes necesidades financieras gracias a la singular donación de Cotta, propietario de parte del Constitutionnel, que le entregó a Thiers parte de sus dividendos.
Mientras tanto comenzó a ser reconocido en la sociedad liberal parisina, e iniciaba su famosa obra Histoire de la revolution française, que lo consolidó como literato y ayudó a su asentamiento en la política. Los dos primeros volúmenes aparecieron en 1823, y los dos últimos (de un total de diez) en 1827.
En 1833, Thiers fue nombrado miembro de la Academia francesa.
Murió el 3 de septiembre de 1877.

## Trayectoria política

### La monarquía de julio

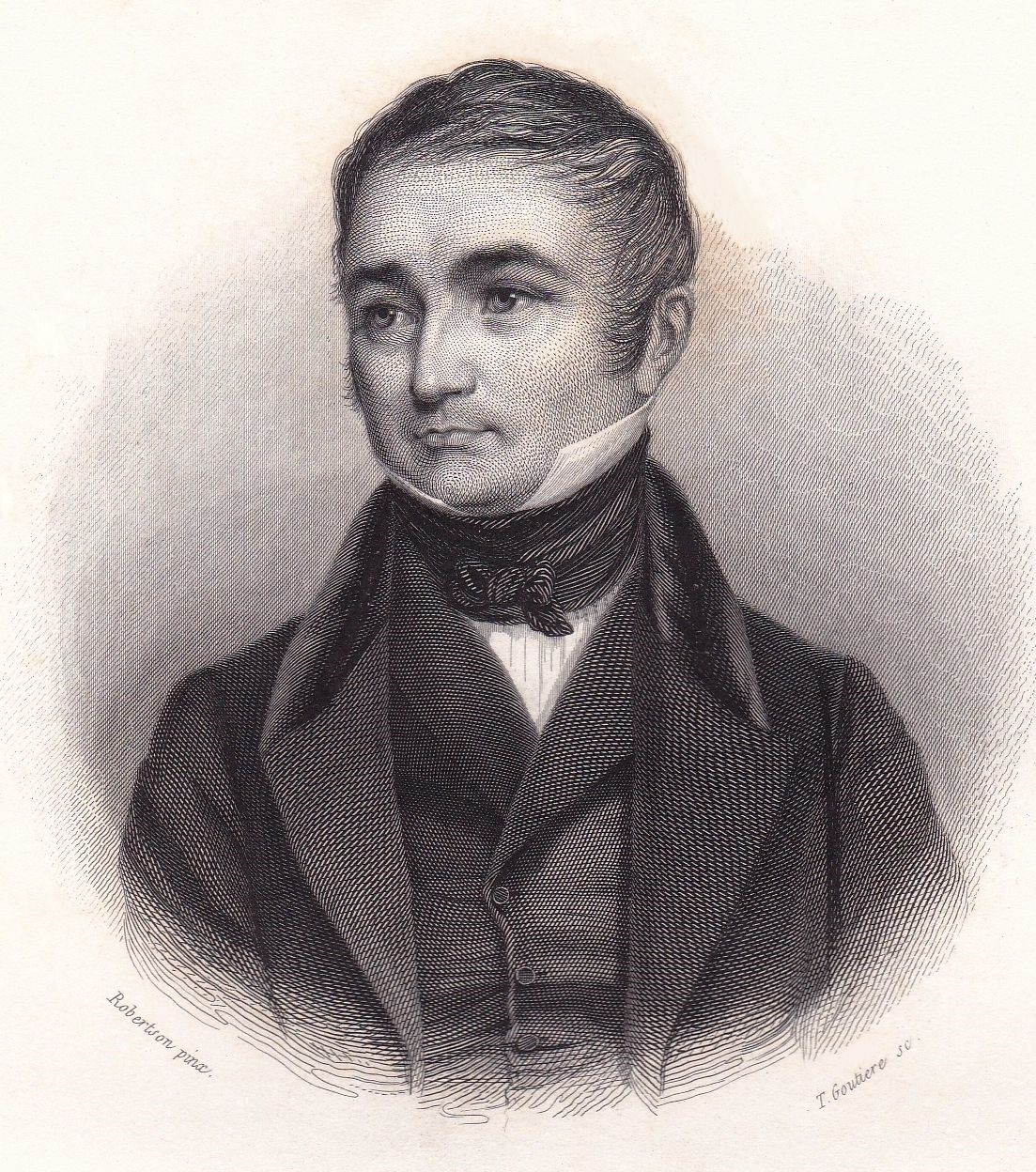
Adolphe Thiers en su juventud.

Por un momento pareció como si Thiers hubiese escogido definitivamente la vida de un hombre de letras. Hasta planeó la redacción de una Histoire generale. Pero el acceso al poder de Jules de Polignac en agosto de 1829 cambió sus proyectos, y a principios de 1830, Thiers, junto con Armand Carrel, Mignet, Sautelet, y otros fundaron El Nacional, un nuevo periódico de oposición, bajo la protección de Talleyrand.
Tras la firma por Carlos X de las Ordenanzas de Saint-Cloud el 25 de julio de 1830, que abolían la libertad de prensa, la nueva cámara y creaban una nueva ley electoral más reaccionaria, Thiers publicó el 27 un alegato contra estas disposiciones en el que exponía: “El gobierno pierde hoy toda su legitimidad, y los ciudadanos no tienen por qué obedecerle. Por lo que a nosotros se refiere, resistiremos, y Francia decidirá hasta donde debe llegar nuestra resistencia". Por esta réplica a las ordenanzas, el gobierno ocupó el edificio de la redacción del periódico y confiscó el diario, pero resultaría inútil porque el ambiente creado había lanzado a las calles a todos los descontentos, procedentes de todas las clases sociales, provocando la caída del rey. Thiers no era un revolucionario que buscase la república, sino el cambio de monarca por uno más liberal, siendo su candidato Luis Felipe de Orleans. Incluso llegó a ir a buscarlo a su palacio para insistir en la conveniencia de su presencia en París, petición compartida por muchos otros liberales y que se materializó el 30 de julio, con el que se inauguró la monarquía de julio.
Al principio del nuevo reinado, Thiers, aunque diputado electo por Aix, solo obtuvo un puesto subordinado en el Ministerio de Hacienda.
Después del derrocamiento de su patrón, Jacques Laffitte, dio un giro en su posición política hacia la derecha, y, después de los desórdenes de junio de 1832, fue designado ministro de Interior. Permaneció en el gobierno durante cuatro años en los que cambió con frecuencia de cartera y fue nombrado presidente del consejo y primer ministro, desde donde comenzó su serie de enfrentamientos y disputas con François Guizot.
Una rebelión de obreros de la seda en Lyon iniciada en la primavera de 1834, a pesar de ser aplastada con fuerza, se extendió al resto del país, llegando a la capital, y siendo ministro de interior, ordenó a policías y soldados disparar contra todo aquel que hiciese fuego, para luego dirigir en persona la represión en compañía del prefecto de policía, situación que llegó a su clímax el 14 de abril, cuando los soldados llegaron al extremo de penetrar en una casa desde donde se dispararon algunas salvas contra ellos y matar a todos sus inquilinos. Se realizaron procesos contra los rebeldes que duraron todo el año, pero el orden fue restablecido y los obreros abandonaron momentáneamente sus reivindicaciones.
En el momento de su dimisión en 1836 era ministro de Asuntos Exteriores y, como siempre, deseó una política activa en España, que no pudo llevar a cabo.
Realizó un viaje a Italia en donde pasó algún tiempo, y no fue hasta 1838 en que comenzó una campaña constante de oposición parlamentaria, que le llevó en marzo de 1840 a convertirse en el presidente del consejo, y ministro de Asuntos Exteriores por segunda vez. Su política de apoyo al gobernante de Egipto, Mehmet Alí, en la crisis de Oriente de aquel año llevó a Francia al borde de la guerra con las otras potencias. Esto causó el cese de Thiers, pues Luis Felipe no deseaba embarcarse en ninguna aventura bélica. Después de este fracaso, Thiers abandonó la política durante algunos años, para dedicar su tiempo a la redacción de su Histoire du Consulat et de l'Empire, cuyo primer volumen apareció en 1845.
Aunque todavía era miembro del parlamento, fueron pocas sus intervenciones, hasta principios de 1846, cuando una vez más inició una campaña para regresar al poder, esta vez liderando el grupo de oposición de centro-izquierda. Sin embargo, estaba trabajando con fuerzas que no podía controlar, pues el grupo de centro-izquierda se uniría al estallido de la revolución de 1848, mientras Thiers fue llamado por el rey Luis Felipe para constituir un "gabinete de emergencia", pero al ver que no habría salvación para la monarquía al pasarse los soldados a la causa revolucionaria, dimitió pocos días después.

### La Segunda República y el Segundo Imperio
Bajo la Segunda República Francesa cambió su posición a la de un republicano conservador. Los cambios en su posición política, sobre todo al votar por Luis Napoleón Bonaparte como presidente, fueron criticados. Una de esas críticas le condujo a un duelo con un joven diputado, llamado Bixio. Fue detenido durante el golpe de Estado, enviado a Mazas, y luego escoltado fuera de Francia, pero al verano siguiente fue asesinado en París
. Durante la siguiente década, su actuación pública fue prácticamente inexistente, ocupando su tiempo principalmente en su trabajo histórico sobre el Consulado y el Imperio.
No sería hasta 1863 en que entró de nuevo en la arena política, cuando fue elegido por un distrito electoral parisino. Durante los siete años siguientes se convirtió en el portavoz principal del pequeño grupo de antiimperialistas en la cámara francesa, y fue considerado como uno de los enemigos más formidables del Imperio. Sin embargo, protestando contra las empresas en el extranjero, también se hacía eco de la pérdida de prestigio del país, contribuyendo con ello a la formación del espíritu que provocaría la guerra contra Prusia en 1870.

### El colapso del Imperio y la Comuna de París

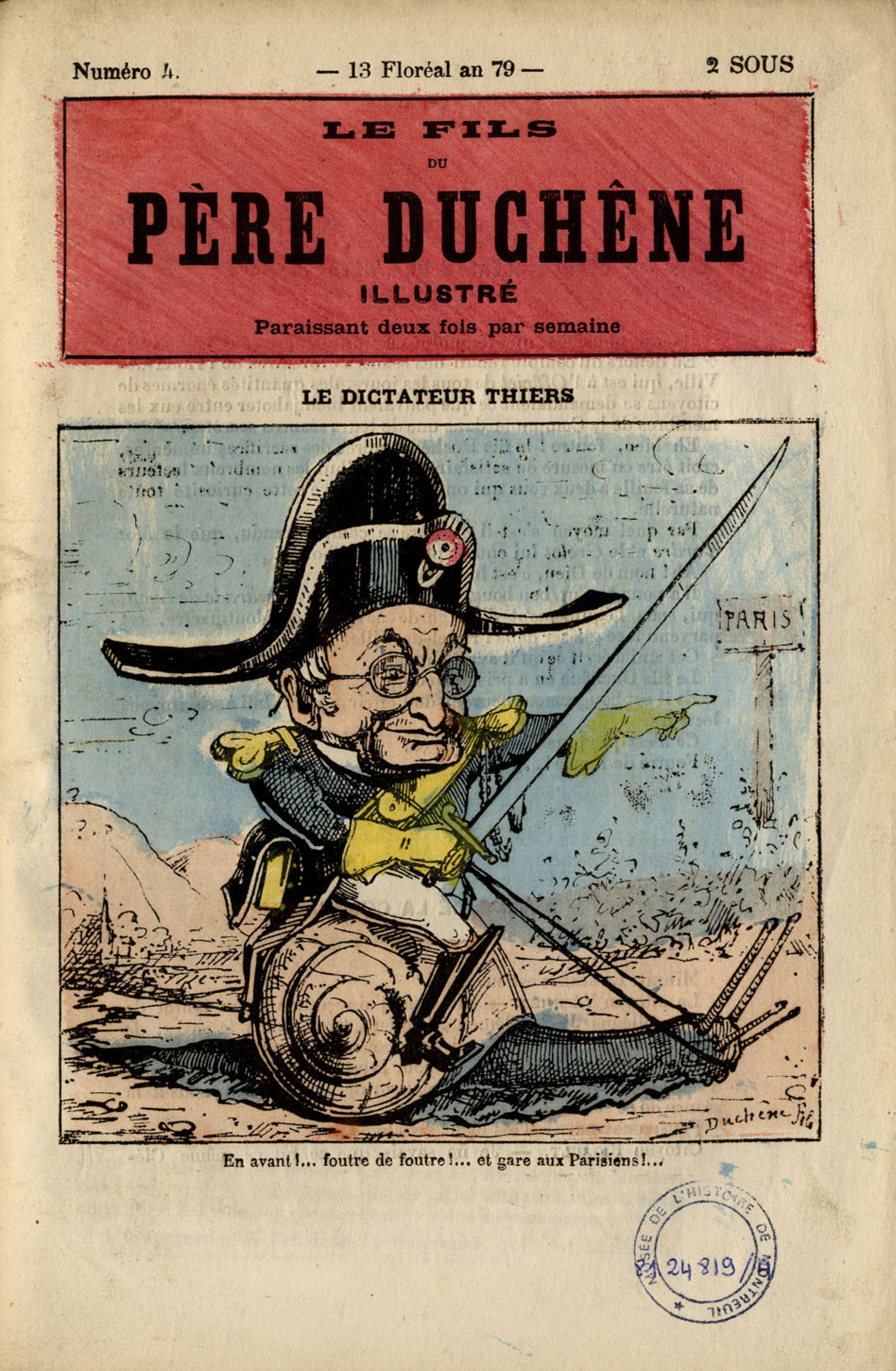
Thiers avanza sobre París montado en un caracol. Caricatura en la portada del número 4 del diario Le Fils du Père Duchêne Illustré, 3 de mayo de 1871.

Hasta 1870, Thiers fue uno de los impulsores de la guerra franco-prusiana, pero cuando los ejércitos franceses sufrieron derrota tras derrota en tan sólo unas pocas semanas, cambió rápidamente su estrategia y empezó a hablar en contra de la guerra, cuando ésta ya estaba prácticamente perdida. Por su maniobra, se colocó en una posición políticamente victoriosa después de la derrota aplastante del país, a pesar de que toda su carrera la dedicó a promover agitaciones para llevar a Francia a alguna guerra. Logró esto separándose lo más posible del Gobierno de Defensa Nacional, el gobierno que estaría obligado a rendirse y capitular frente a Alemania.
Emprendió a finales de septiembre y en las tres primeras semanas de octubre un viaje por diferentes cortes de Europa, con la esperanza de obtener alguna intervención, o al menos algunos buenos oficios. La misión fracasó, pero el negociador cambió de conclusión: debía obtenerse, inmediatamente si era posible, un armisticio directamente con el líder prusiano Otto von Bismarck.
Una vez firmado el tratado de armisticio (previo al definitivo Tratado de Fráncfort), Thiers entró triunfalmente en escena y se pidieron elecciones nacionales: Thiers fue elegido por veintiséis departamentos diferentes; el 17 de febrero de 1871 fue elegido presidente, nominalmente como "chef du pouvoir executif de la République en attendant qu'il soit statué sur les institutions de la France" (Jefe del poder ejecutivo de la República hasta que las instituciones de Francia sean prescritas). Tuvo éxito en convencer a las autoridades que la paz era necesaria, y esta fue votada (el 1 de marzo de 1871) con una mayoría de más de cinco a uno.
En mayo de 1871, Thiers envió soldados franceses, con el apoyo de los alemanes, a París para aplastar la Comuna parisiense. Entre 10 000 y 30 000  trabajadores murieron en las calles de París. Miles más fueron detenidos y 7000 fueron exiliados de por vida de Francia[cita requerida].

### La Tercera República
El 30 de agosto se convirtió en presidente provisional de la república aún no declarada.
Su fuerte personalidad y sus inflexibles opiniones cooperaron con la resurrección de Francia; pero al mismo tiempo convocó una oposición violenta hacia su persona. Era un proteccionista de toda la vida, pero las ideas de libre comercio preconizadas por su ministro Léon Say habían hecho grandes progresos durante el Imperio; abogó por un servicio militar largo, mientras los devotos de la revanche deseaban un servicio militar general pero corto. Tanto su talento como su carácter lo indispusieron a mantener una actitud propia de un presidente de la república, pues su lengua era por lo común indomable.
En enero de 1872 ofreció formalmente su dimisión; y aunque fue rechazada, casi todos los partidos le mostraron aversión, mientras sus principales partidarios, hombres como Charles de Rémusat, Barthelemy Saint-Hilaire y Jules Simon, pertenecían más al pasado que al presente republicano.
El año 1873, como año de elecciones parlamentarias en Francia, estuvo ocupado en mayor parte con ataques sobre Thiers y su gobierno. En la primavera, se propusieron regulaciones sobre sus poderes y, el 13 de abril, cuando fueron votados, se deseaba restringir el poder del ejecutivo y, sobre todo, los poderes parlamentarios del presidente. El 27 de abril una elección impugnada en París, terminó con la victoria del candidato de la oposición, Barodet, que fue considerada como un grave desastre para el gobierno de Thiers, que fue forzado a la disolución y a la reconstitución del gabinete el 20 de mayo.
Tras un voto de censura del parlamento, presentó su dimisión, que para su sorpresa, fue aceptada, y dejó el cargo el 24 de mayo, siendo reemplazado por Patrice MacMahon como presidente provisional.

### Libros
- Thiers, A. (1839). Histoire de la Révolution française (10 volúmenes) (en francés) (9a edición). París: Furne et Cie.
- Thiers, A. (1845-1862). Histoire du Consulat et de l'Empire : Faisant suite à l'Histoire de la Révolution française (20 volúmenes) (en francés). París: Paulin, Lheureux et Cie.
- Thiers, A. (1878). Histoire de Law (en francés). París: J. Hetzel et Cie. Consultado el 15 de mayo de 2012.